# Wydział Grafiki i Sztuki Mediów Akademii Sztuk Pięknych im. Eugeniusza Gepperta we Wrocławiu
Wydział Grafiki i Sztuki Mediów Akademii Sztuk Pięknych im. Eugeniusza Gepperta we Wrocławiu – jeden z czterech wydziałów Akademii Sztuk Pięknych im. Eugeniusza Gepperta we Wrocławiu. Jego siedziba znajduje się przy Placu Polskim 3/4 we Wrocławiu.

## Struktura
- Katedra Grafiki Artystycznej
  - Pracownia Druku Wklęsłego i Wypukłego
  - Pracownia Litografii i Promocji Grafiki
  - Pracownia Intaglio
  - Pracownia Serigrafii
  - Pracownia Rysunku Kreatywnego
  - Pracownia Druku Cyfrowego i Technik Eksperymentalnych
  - Pracownia Ekspansji Graficznej[2]
- Katedra Projektowania Graficznego
  - Pracownia Kształcenia Wstępnego
  - Pracownia Typografii
  - Pracownia Projektowania Graficznego I
  - Pracownia Projektowania Graficznego II
  - Pracownia Projektowania Graficznego III
  - Pracownia Projektowania Graficznego IV
  - Pracownia Książki[3]
- Katedra Sztuki Mediów
  - Pracownia Działań Intermedialnych
  - Pracownia Fotomediów
  - Pracownia Kreacji Przestrzeni Multimedialnej
  - Pracownia Perswazji Medialnej
  - Pracownia Projektowania Multimedialnego[4]

## Kierunki studiów
- Grafika
- Sztuka Mediówi[5]